# Dizzee Rascal

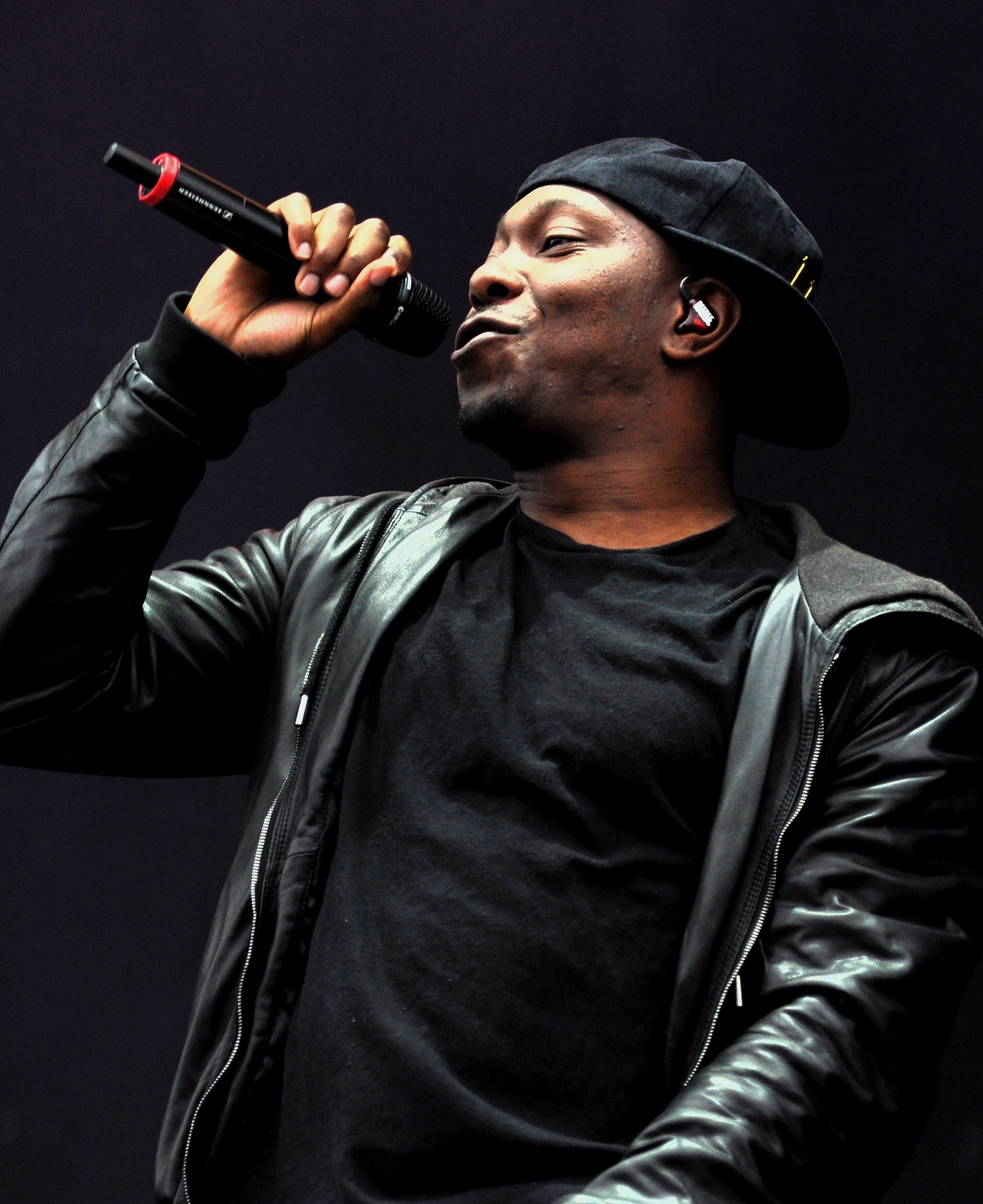
Dizzee Rascal, 2013

Dizzee Rascal MBE (* 18. September 1984 in London; eigentlich Dylan Kwabena Mills) ist ein britischer Rapper.

## Biografie
Dylan Mills wuchs im Londoner Eastend als Kind einer Immigrantin aus Ghana auf. Über seinen Vater ist wenig bekannt; wahrscheinlich starb er, als Dylan Mills zwei Jahre alt war. Mills flog von drei verschiedenen Schulen, bis er schließlich einen Lehrer fand, der sein musikalisches Talent erkannte und ihn Computer im Klassenraum für seine Musik benutzen ließ. Schon früh entdeckte er seine Liebe zur lokalen Musikszene, die stark durch 2 Step/UK Garage und das sich daraus resultierende Genre Grime, beeinflusst ist. Bald schloss er sich mit Gleichgesinnten zusammen und gründete gemeinsam mit Wiley und weiteren "Grime"-Begeisterten die Combo "Roll Deep Crew". Nach etlichen lokalen Raves und White-Label-Veröffentlichungen machte er auf sich und seine Crew aufmerksam und schnell stieg der Bekanntheitsgrad in London. Zu dieser Zeit schrieb er I Luv U, einen Song über Teenager-Schwangerschaften, der ihn schnell in ganz Großbritannien bekannt machte. Einige Zeit später veröffentlichte er sein erstes Album, Boy in da Corner, dessen Song Hold Ya Mouf seine wohl bekannteste Textzeile enthält: "I’m a problem for Anthony Blair". Ein Problem gab es auch mit Crazy Titch, mit dem sich während eines Battles ein Streit entwickelte, worauf Crazy Titch Dizzee Rascals Song Jus’ a Rascal coverte und seine Version Jus’ an Arsehole nannte. Nach dem kommerziellen Erfolg seines Erstlingswerks verließ er die Roll Deep Crew und konzentrierte sich weiterhin auf seine Solokarriere.
Für das Album Boy in da Corner erhielt er im selben Jahr als erster Rapper den Mercury Music Prize. Mit damals 19 Jahren ist er gleichzeitig der bisher jüngste Preisträger. 2004 erhielt er den NME Award für Innovation. Ende desselben Jahres erschien sein zweites Album, Showtime.

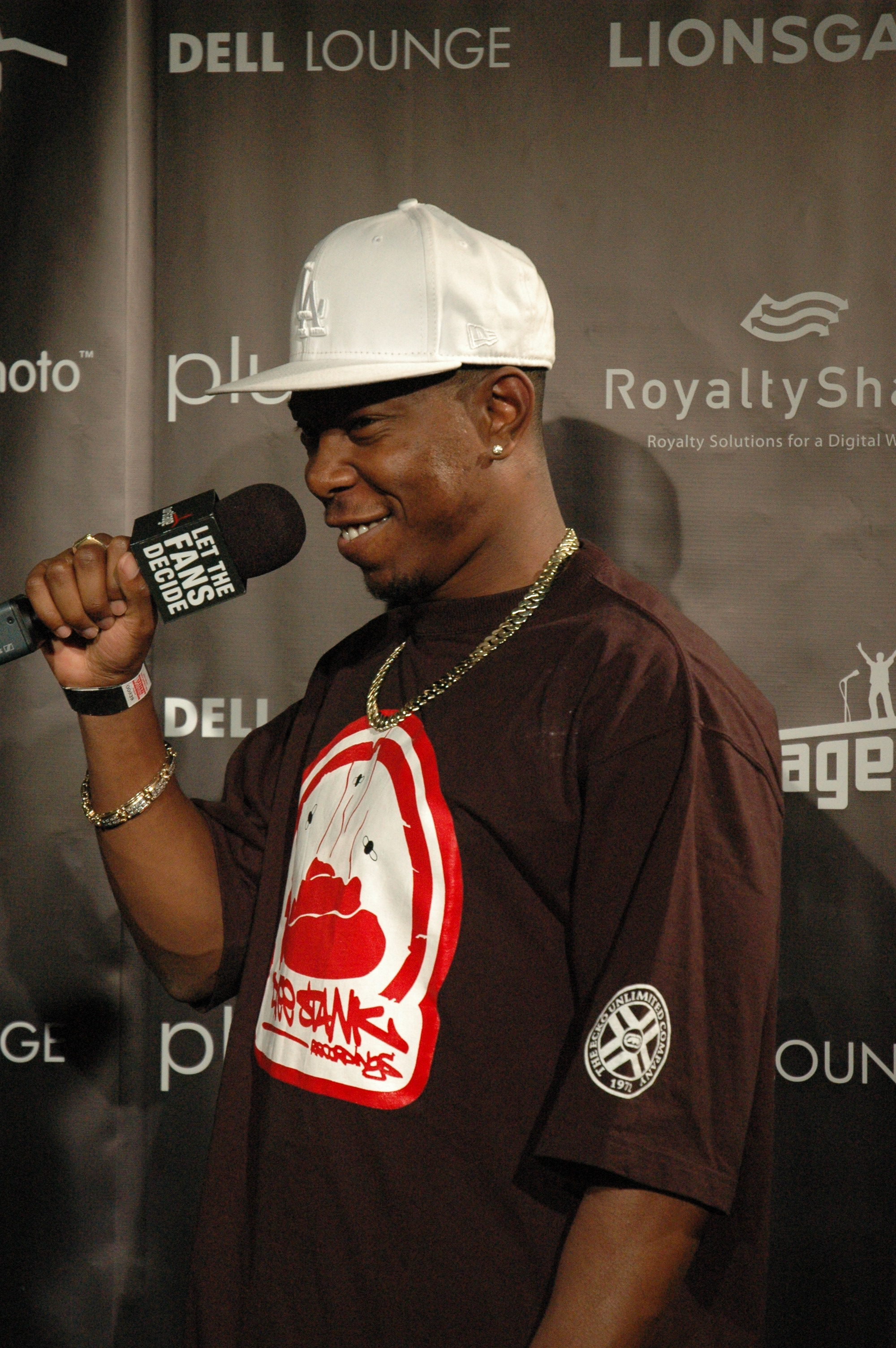
Dizzee Rascal, 2009

Dizzee Rascal arbeitete auch mit Basement Jaxx bei dem Song Lucky Star auf deren Album Kish Kash und mit den Arctic Monkeys beim Song Temptation Greets You Like Your Naughty Friend auf seinem dritten Album Maths & English zusammen. Live trat er unter anderem im Vorprogramm von Justin Timberlake auf dessen Großbritannien-Tour, bei den Red Hot Chili Peppers auf deren Tour 2006 und beim Glastonbury Festival mit den Arctic Monkeys auf.
Mit dem Titel Fix Up, Look Sharp steuerte er einen Song zum Soundtrack des Films Rize bei. Sein drittes Album mit dem Titel Maths & English erschien am 8. Juni 2007. Die Single-Auskopplung Sirens erreichte Platz 20 der UK Singles Charts. Im Jahr darauf veröffentlichte Dizzee Rascal die Single Dance wiv Me mit Calvin Harris und Chrome. Sie stieg Anfang Juli 2008 auf Platz 1 der britischen Charts ein. Mit Bonkers und Holiday folgten zwei weitere Nummer-eins-Hits in den britischen Charts. 2010 erhielt Dizzee Rascal bei den BRIT Awards den Titel Best Male Solo Artist. Zudem trat er 2010 zum ersten Mal in seiner Karriere bei Rock am Ring und Rock im Park auf. Bei den Olympischen Spielen 2012 in London präsentierte er bei der Eröffnungsfeier seinen Song Bonkers.
Dizzee Rascals Song Sirens inspirierte Casper zu seinem Lied Sirenen auf dem Album Lang lebe der Tod (2017).

## Diskografie
Studioalben

| Jahr | Titel                  | Höchstplatzierung, Gesamtwochen, AuszeichnungChartplatzierungen (Jahr, Titel, Platzierungen, Wochen, Auszeichnungen, Anmerkungen) | Höchstplatzierung, Gesamtwochen, AuszeichnungChartplatzierungen (Jahr, Titel, Platzierungen, Wochen, Auszeichnungen, Anmerkungen) | Höchstplatzierung, Gesamtwochen, AuszeichnungChartplatzierungen (Jahr, Titel, Platzierungen, Wochen, Auszeichnungen, Anmerkungen) | Höchstplatzierung, Gesamtwochen, AuszeichnungChartplatzierungen (Jahr, Titel, Platzierungen, Wochen, Auszeichnungen, Anmerkungen) | Höchstplatzierung, Gesamtwochen, AuszeichnungChartplatzierungen (Jahr, Titel, Platzierungen, Wochen, Auszeichnungen, Anmerkungen) | Anmerkungen                              |
| Jahr | Titel                  | DE | AT | CH | UK | US | Anmerkungen                              |
| ---- | ---------------------- | --- | --- | --- | --- | --- | ---------------------------------------- |
| 2003 | Boy in da Corner       | — | — | — | UK23 Platin · (24 Wo.)UK | — | Erstveröffentlichung: 21. Juli 2003      |
| 2004 | Showtime               | — | — | — | UK8 Gold · (14 Wo.)UK | — | Erstveröffentlichung: 6. September 2004  |
| 2007 | Maths + English        | — | — | — | UK7 Gold · (16 Wo.)UK | — | Erstveröffentlichung: 4. Juni 2007       |
| 2009 | Tongue n’ Cheek        | — | — | — | UK3 Platin · (52 Wo.)UK | — | Erstveröffentlichung: 21. September 2009 |
| 2013 | The Fifth              | — | — | CH48 (1 Wo.)CH | UK10 (4 Wo.)UK | — | Erstveröffentlichung: 30. September 2013 |
| 2017 | Raskit                 | — | — | — | UK10 (2 Wo.)UK | — | Erstveröffentlichung: 21. Juli 2017      |
| 2020 | E3 AF                  | — | — | — | UK13 (1 Wo.)UK | — | Erstveröffentlichung: 30. Oktober 2020   |
| 2024 | Don’t Take It Personal | — | — | — | UK27 (1 Wo.)UK | — | Erstveröffentlichung: 9. Februar 2024    |